# Sinaia
Sinaia (romunska izgovarjava [si'naja]) je mesto in gorsko letovišče v okrožju Prahova v Romuniji. Leži v zgodovinski regiji Muntenia (Velika Vlaška). Mesto je dobilo ime po samostanu v Sinaii iz leta 1695, okoli katerega je bilo zgrajeno. Samostan ima ime po biblijski gori Sinaj. Romunski kralj Karel I. je konec 19. stoletja v bližini mesta zgradil poletni dvorec, grad Peleș.
Mesto je priljubljen cilj za pohodniške in zimske športe, zlasti smučanje. Med turističnimi znamenitostmi so najpomembnejši grad Peleș, grad Pelișor, samostan, kazino, železniška postaja ter klifi Franca Jožefa in svete Ane. Sinaia je bila tudi poletna rezidenca romunskega skladatelja Georgeja Enescuja, ki je bival v vili Luminiș.

## Zgodovina
Na ploščadi železniške postaje v Sinaii je legionar Železne garde 29. decembra 1933 umoril liberalnega romunskega premierja Iona G. Duco.

## Lega
Sinaia je približno 65 kilometrov severozahodno od Ploieștija in 48 kilometrov južno od Brașova v gorskem predelu doline reke Prahova, vzhodno od Bucegijevih gora. Nadmorska višina je od 767 do 860 metrov.

## Podnebje
Podnebje je značilno za nizke nadmorske višine. Povprečna temperatura v juniju je 15 °C, povprečna temperatura v januarju pa –4 °C.
Poletje je v začetku sezone močno in zelo deževno. Zime so sorazmerno blage s precej snega. Povprečna letna količina padavin je 900 milimetrov, največ v juniju (173 mm), najmanj v septembru, 55 mm, in februarju 40 mm.
Sneg običajno zapade v novembru in se topi od marca do aprila, včasih do začetka maja. Debelina snežne plasti se giblje med 20 centimetri in 3 metri v višjih višinah.
V zadnjih letih je Sinaia občutila učinke svetovnih podnebnih sprememb, ki pomenijo krajše poletje, nekoliko krajši pomlad in jesen ter sorazmerno daljše zime (konec oktobra do začetka maja), hladnejše zime s celimi tedni zmrzali od –25 do –19 °C in številnimi snežnimi padavinami.

## Naravni učinki zdravljenja
Sinaia ima osvežujoče in spodbudno podnebje, ki je koristno za človeško telo. V dolini Câinelui je tudi nekaj mineralnih vrelcev z žvepleno in železovo mineralno vodo in drugimi topnimi minerali.

## Ohranjanje narave
V mestu Sinaia in njegovi okolici veljajo omejitve pri odstranjevanju ali nabiranju rastlin. Sekanje dreves ni dovoljeno. Prepovedano je nabirati alpske rastline. Kdor nabira potonike (Rododendron Kotsky), planike (Leontopodium alpinum) in rumeni svišč (Gentiana lutea), je ostro kaznovan. Turistično kampiranje je dovoljeno samo na določenih krajih po veljavnih in obveznih standardih zaščite.
Gorsko območje, v katerem je Sinaia, je v naravnem parku Bucegi. Park obsega skupno 326,63 km², od tega je 58,05 km² strogo zavarovanih z zaščitenimi naravnimi spomeniki. Območje naravnega rezervata Bucegi vključuje vsa strma območja gore Vârful cu Dor, Furnica in Piatra Arsă. Po območju stalno patruljirajo gorska reševalna patrulja in člani gorske policije.
Na vhodu v okrožje Cumpătu je botanični rezervat Sinaisko jelševje, ki je pod zaščito romunske akademije in Bukareškega biološkega inštituta. V istem okrožju je tudi podružnica Unesca  Jacquesa-Yvesa Cousteauja, ki spada k Bukareški univerzi, ki ji pripada tudi muzej živalskih vrst pogorja Bucegi.

## Znamenitosti
- grad Peleș
- samostan v Sinaii
- Mednarodni konferenčni center kazino
- Kulturni center Carmen Sylve
- Spominska hiša Georgeja Enescuja
- park Dimitrieja Gike in muzej rezervata Bucegi
- pokopališče herojev
- klifi Franca Jožefa in svete Ane
- stara elektrarna
- železniška postaja
- razne stare vile
- gorovje Bucegi z žičnico, ki povezuje letovišče
- gorovje Baiu[4]
- 16 smučišč[5]

## Jesenski festival
To je eden najpomembnejših festivalov v Sinaii. S sodobnimi izvajalci želijo ustvariti vzdušje iz 40. let 20. stoletja. Navadno je bil zadnji konec tedna septembra, vendar je bil zdaj premaknjen na prvi konec tedna v mescu. Med festivalom je središče mesta Sinaia zaprto za motorna vozila, saj je mesto polno ljudi, stojnic s hrano in otroških igral. Tridnevni festival se začne s parado, nadaljuje s koncerti znanih glasbenih umetnikov iz Romunije in zabavnimi vožnjami. 

## Pobratena mesta
Sinaia je pobratena z mesti:
- Aosta, Italija[7]
- Cetinje, Črna gora
- Hod Hašaron, Izrael

## Galerija
- Parna lokomotiva v Sinaii
- Mestna hiša
- Samostan Sinaia
- Pelișor
- Grad Peleș